# 1512 în literatură
- 1511 în literatură — 1512 în literatură — 1513 în literatură

Anul 1512 în literatură a implicat o serie de evenimente semnificative. 

## Evenimente
- Erasmus din Rotterdam publică Noul Testament, ediție nouă în care compară textele din ebraică, aramaică, greacă și latină.

## Eseuri
- Jean Lemaire de Belges (1473-1524) - Illustration de la Gaule et singularité de Troie.

## Decese
Format:1512